# Pizz'e carroga
La Pizz'e carroga è una cultivar di olivo presente in Sardegna. L'etimologia del nome in lingua sarda (“becco di cornacchia”) fa riferimento alla forma della drupa, asimmetrica e provvista di un vistoso umbone all'apice.

## Diffusione
La Pizz'e carroga è particolarmente diffusa nei più importanti comprensori olivicoli della Sardegna meridionale: nel Villacidrese, nel Parteòlla e nella Marmilla. Si trova con una certa frequenza anche in Sarcidano e Ogliastra. Sporadicamente si trova anche in altre zone della Sardegna.

## Sinonimi
La cultivar è conosciuta principalmente con il caratteristico nome, tuttavia è localmente denominata con vari sinonimi: Bianca, Puntuda, Carroga, Sarda, Olia de carroga.

## Caratteri varietali
È una cultivar di media vigoria, a portamento espanso tendente al pendulo, con foglie ellittiche, piane, ad apice acuto, di medio sviluppo. La vegetazione giovane ha una caratteristica colorazione bianco-argentata, carattere indicato da uno dei suoi più frequenti sinonimi (Bianca). 
Le olive sono di pezzatura grande (oltre 5 g), di forma ovoidale e asimmetrica, con il diametro maggiore nella zona equatoriale. L'apice della drupa è appuntito e provvisto di umbone, carattere che spiega un altro dei suoi sinonimi (Puntuda, appuntita). La superficie è cosparsa di poche lenticelle e di piccole dimensioni.
L'invaiatura procede uniformemente. A maturità la colorazione è violacea e poco intensa. È una cultivar precoce, nel Medio Campidano matura già dal mese di settembre.

## Trasformazione
È una cultivar a duplice attitudine ma con maggiore predisposizione alla trasformazione come oliva da mensa.
Ha una resa in olio medio-bassa. Il prodotto trasformato è apprezzato a livello locale per le caratteristiche organolettiche, considerate mediamente superiori a quelle di altre varietà più affermate, come ad esempio la Nera di Gonnos. In definitiva si presta poco per l'oleificazione, tuttavia contribuisce in modo sensibile alla produzione in olio in alcuni comprensori, come ad esempio la Marmilla.
La trasformazione come oliva da mensa, al verde in salamoia, è apprezzata nel mercato locale per i ridotti tempi di lavorazione (dai 2 ai 6 mesi), per il rapporto polpa-nocciolo abbastanza alto, per la facilità di distacco della polpa dal nocciolo, per le proprietà organolettiche. Il suo maggiore difetto è la scarsa resistenza alla manipolazione in quanto la polpa è particolarmente tenera. La conservabilità è limitata.
In definitiva si presta per produrre olive da mensa apprezzate per la tenerezza, da commercializzare in tempi relativamente brevi per la durata limitata della conservazione. Questa varietà è pertanto utilizzata soprattutto per produzioni in ambito familiare, destinate all'autoconsumo in tempi brevi. Per accelerare la deamarizzazione e ridurre i tempi di fermentazione in salamoia, le olive Pizz'e Carroga sono spesso preparate incidendole longitudinalmente (olive taccadas, "incise") o pestandole con un batticarne (olive pistadas, "pestate"). Quest'ultimo sistema riduce a pochi giorni la durata della fermentazione, ma è destinato ad un prodotto che non può essere conservato.

## Aspetti agronomici
È una cultivar di alta produttività ma con una spiccata tendenza all'alternanza. È poco adatta all'impianto di oliveti intensivi, tuttavia trova facilmente spazio come impollinatrice e come cultivar per valorizzare aree marginali.
La cultivar ha una media autofertilità e si avvantaggia della presenza di impollinatori. Fra le cultivar impollinatrici sono tradizionalmente usate la Bosana e la Nera di Gonnos.
Gli aspetti negativi di questa cultivar consistono nella sensibilità alle principali avversità. In particolare è nota la sua marcata sensibilità mosca dell'olivo, a causa della precocità e dell'alternanza di produzione. È bassa anche la resistenza all'occhio di pavone, alla tignola e alla rogna.